# Ceppo (Rocca Santa Maria)
Ceppo è una località montana, nel comune di Rocca Santa Maria (TE), alla base dei Monti della Laga. Il luogo rientra nel territorio del Parco nazionale del Gran Sasso e Monti della Laga ed è immerso nel secolare Bosco Martese, il cui nome deriva dall'antica presenza di un tempio pagano dedicato al dio Marte.

## Storia

### L'antica viabilità

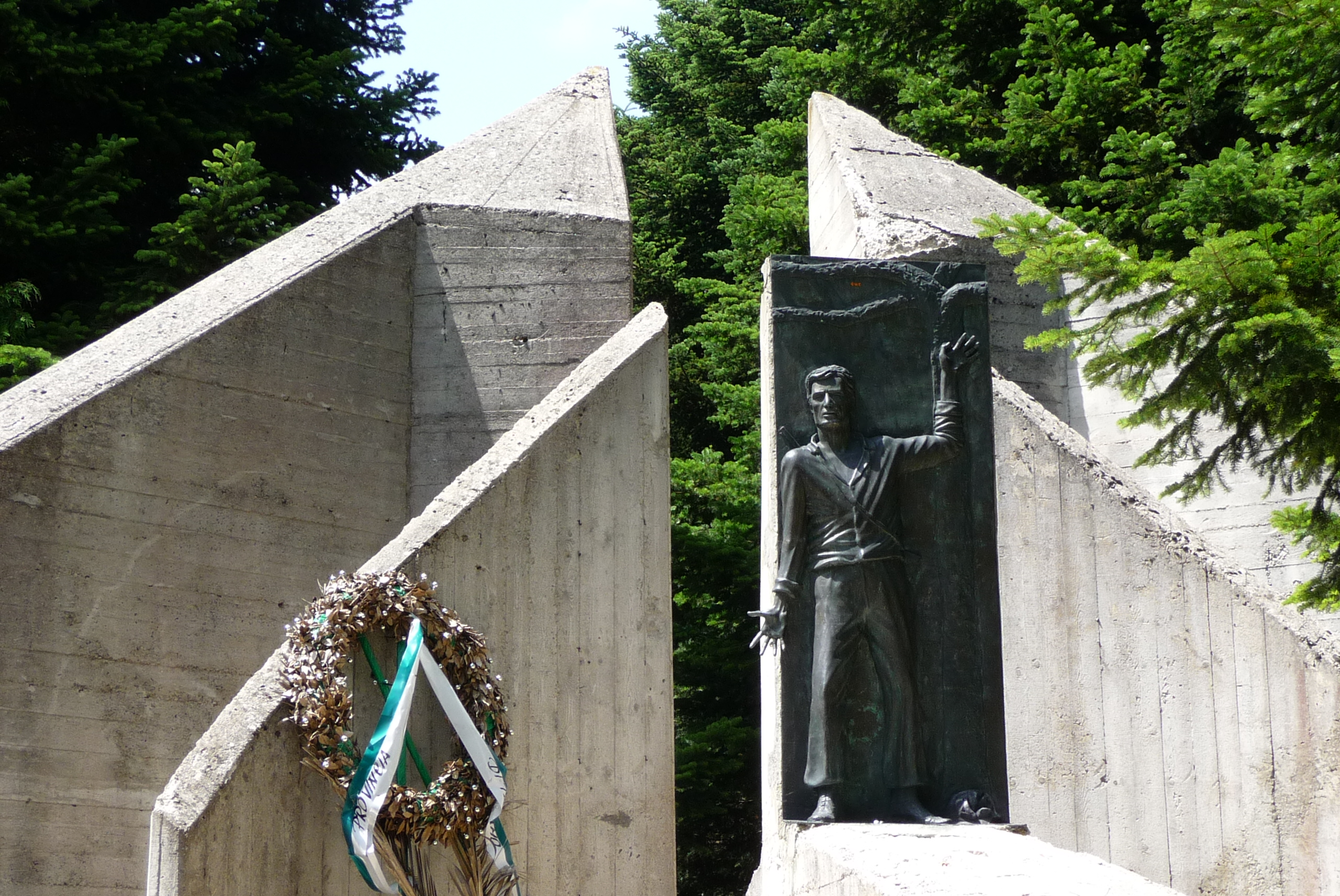
Il monumento ai caduti della Resistenza nella Battaglia di Bosco Martese

Lo storico Niccola Palma ipotizzò che qui passasse la Via Metella, dal nome del suo costruttore, il console Cecilio Metello citato nel cippo miliario rinvenuto nel 1823 in località Vallorina nel Comune di Sant'Omero (TE).
L'antico tracciato, preesistente alla Salaria Nova, correva lungo la Valle del Salinello, si inerpicava probabilmente lungo le Gole del Salinello e, dopo attraversato la località Ceppo, scavalcava i Monti della Laga in uno dei vadi e raggiungeva Amatrice e da qui verso Roma, mettendo in collegamento il versante adriatico con quello tirrenico.
Lungo i percorsi di montagna ancora si possono trovare significative testimonianze storiche, primitive strade tracciate dai primi popoli italici dediti all'allevamento.
Si ipotizza che da queste parti passasse anche il mitico Tracciolino di Annibale, l'antico tracciato romano percorso da Annibale con i suoi elefanti per aggirare le truppe romane..

### I luoghi della Resistenza
Al Ceppo si svolse uno dei primi episodi della Resistenza italiana che va sotto il nome di Battaglia di Bosco Martese, lo scontro tra le truppe austro-tedesche contro un gruppo di italiani qui rifugiati insieme con militari iugoslavi, inglesi, canadesi, neozelandesi e australiani, allontanatisi dai campi di concentramento dopo l'armistizio dell'8 settembre 1943.
Proprio al Ceppo, per rappresaglia, fu successivamente fucilato Mario Capuani, giovane pediatra trentacinquenne, prelevato con l'inganno nottetempo nella sua casa di Torricella Sicura.

## Turismo

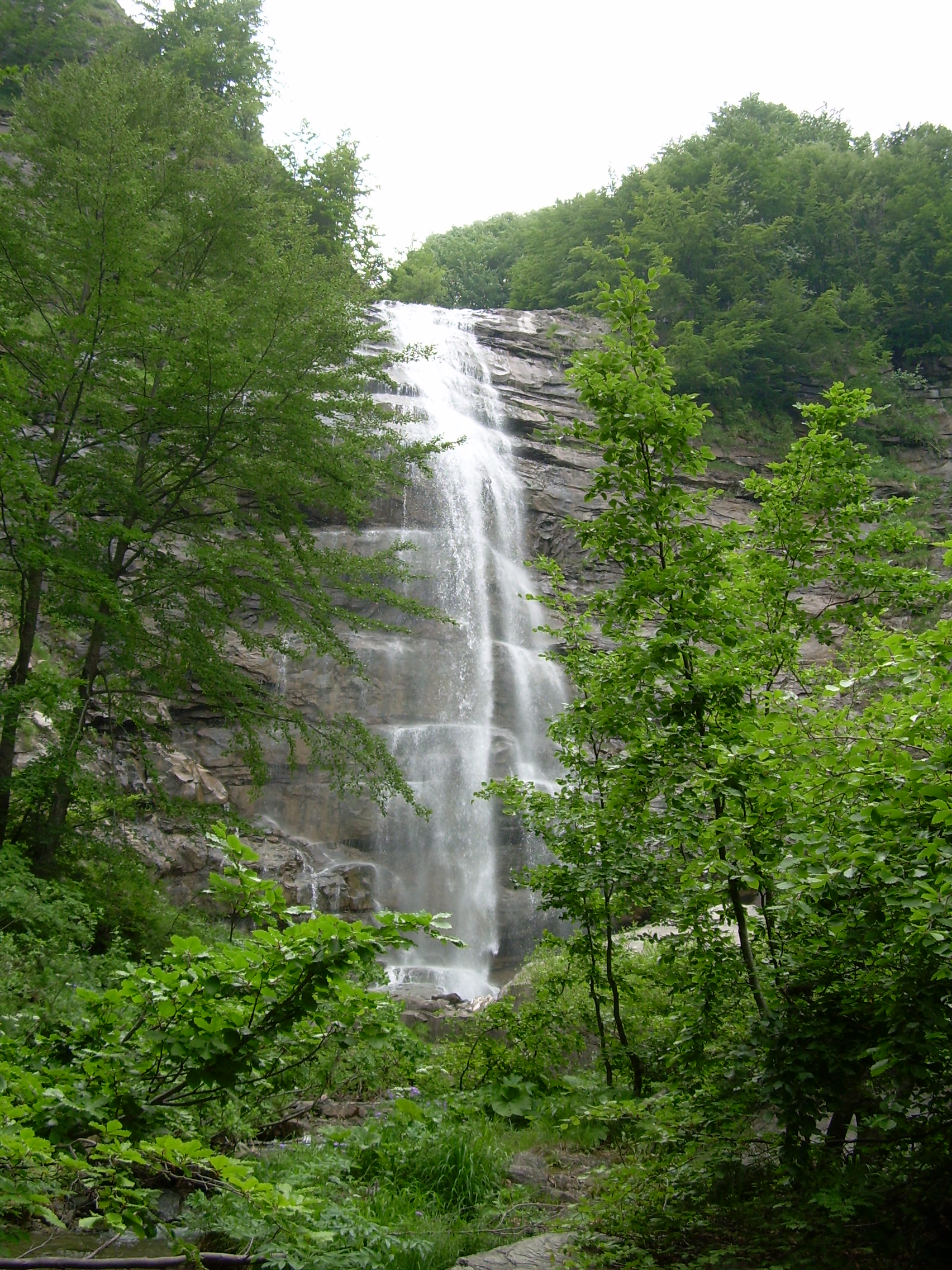
Le Cascate della Morricana

Dal Ceppo si può partire per camminate a piedi e in mountain bike verso le Cascate della Morricana e verso il pianoro del Lago dell'Orso.
A piedi si può proseguire anche verso le vette della Laga, che hanno la caratteristica di essere erbose fin sulle creste.
Il Ceppo può essere raggiunto anche direttamente con le bici partendo dalle località più a valle (sia dal versante teramano sia da quello ascolano).
In inverno si può praticare lo sci di fondo e lo sci alpinismo. 
La località presenta  alcune strutture con servizi per i visitatori. In particolare, nel piazzale principale, l'ex casa cantoniera è stata convertita in rifugio in cui pernottare o degustare prodotti tipici del territorio. Continuando per la strada che porta al monumento della Battaglia di Bosco Martese è presente un Bar,  prima di arrivare al campeggio da cui è possibile partire verso i sentieri che portano alle cascate e alle vette.